# Theridion biolleyi
Theridion biolleyi là một loài nhện trong họ Theridiidae.
Loài này thuộc chi Theridion. Theridion biolleyi được Richard C. Banks miêu tả năm 1909.